# 阿富汗国徽
2021年8月15日，塔利班武装攻陷首都喀布尔后，阿富汗的官方国徽在阿富汗伊斯兰酋长国与阿富汗伊斯兰共和国之间存在争议。
阿富汗伊斯兰酋长国国徽自1996年启用，其正中为壁龛与讲坛，托起上方打开的可兰经，书本间则升起一轮太阳。国徽周围饰有被缎带盘绕的麦穗，再于外围绕着两把阿拉伯彎刀。壁龛下的缎带写着清真言，其下方写有伊斯兰历“1415年1月10日”，普什图语國名“阿富汗伊斯兰酋长国”则写在下方与麦穗相连的齿轮上。
阿富汗伊斯兰共和国的国徽基于阿富汗伊斯兰国的国徽版本，2002年成立过渡政府时将原有国徽外围的两把阿拉伯彎刀删去，2004年将国徽上的国名“阿富汗伊斯兰国”改为“阿富汗”，此后在2013年再进行细节上的修改并一直使用至2021年。其主体由清真寺与其壁龛中的讲坛组成，两面旗帜位于两侧。清真寺的上方写着清真言与大赞辞，并饰上太阳光状的花纹。国徽两侧饰有两把麦穗，盘绕着缎带。清真寺下部写有伊朗历年号“1298年”。普什图语國名“阿富汗”写在国徽下方正中的缎带上。

## 历史国徽
- 阿富汗王国 1901－1919
- 阿富汗王国 1919－1926
- 阿富汗王国 1919－1928
- 阿富汗王国 1926－1928
- 阿富汗王国 1929
- 阿富汗王国 1928－1929
- 阿富汗王国 1931－1973
- 阿富汗共和国 1974－1978
- 阿富汗民主共和国 1978－1980
- 阿富汗民主共和国 1980－1987
- 阿富汗共和国 1987－1992
- 阿富汗伊斯兰国 1992－2002
- 阿富汗伊斯兰酋长国 1996－2001
- 阿富汗伊斯兰国过渡政府（英语：Transitional Islamic State of Afghanistan） 2002－2004
- 阿富汗伊斯兰共和国 2004－2013
- 阿富汗伊斯兰共和国 2013－2021
- 阿富汗伊斯兰酋长国 2021－至今